# Isaak Komnenos (Sohn Johannes’ II.)
Isaak Komnenos (mittelgriechisch Ἰσαάκιος Κομνηνός; * um 1113; † an einem 10. Oktober nach 1153) war ein byzantinischer Prinz und Thronprätendent aus der Dynastie der Komnenen.

## Leben
Isaak war der dritte Sohn des Kaisers Johannes II. und der Piroska-Irene. Er hatte zwei ältere Brüder, Alexios und Andronikos, und einen jüngeren Bruder, den späteren Kaiser Manuel, sowie vier Schwestern namens Maria, Anna, Theodora und Eudokia. 
Im Jahr 1122 wurden Isaak und seine Brüder Andronikos und Manuel von Johannes II. in einer prachtvollen Zeremonie im Großen Palast von Konstantinopel zu Sebastokratoren erhoben; gleichzeitig wurde Alexios zum Mitkaiser (Symbasileus) gekrönt. Über Isaaks Leben ist ansonsten wenig bekannt, doch scheint er seinen Vater auf dessen Feldzug gegen den kleinarmenischen Fürsten Leon I. begleitet zu haben, wo er 1137 an der Eroberung der kilikischen Festung Anazarbos beteiligt war.
Im Spätsommer bzw. Herbst 1142 erlagen Isaaks ältere Brüder Alexios und Andronikos bei den Vorbereitungen zu einem weiteren Feldzug in Attaleia kurz nacheinander einer Fieberkrankheit. Isaak, der die Leichname im Auftrag seines Vaters auf dem Seeweg nach Konstantinopel überführen und im Pantokrator-Kloster bestatten ließ, hätte nun eigentlich die Position des Thronfolgers einnehmen müssen. Johannes II. befand ihn jedoch wegen seines jähzornigen und streitsüchtigen Charakters als ungeeignet für das Herrscheramt, weshalb er im April 1143 auf dem Sterbebett seinen vierten und jüngsten Sohn Manuel I. Komnenos zum künftigen Kaiser designierte. 
Isaak Komnenos wollte sich nicht ohne weiteres damit abfinden, als ältester überlebender Sohn übergangen worden zu sein. Sein Thronanspruch wurde von seinem gleichnamigen Onkel Isaak, aber auch von Teilen des Klerus und des Militärs unterstützt, die ihn für den besseren Kandidaten hielten. Ein weiterer Rivale erwuchs den beiden Kaisersöhnen in ihrem Schwager Johannes Roger Dalassenos, der die in der Hauptstadt ansässigen Normannen hinter sich wusste. Das Eingreifen des mächtigen Megas Domestikos Johannes Axuch, der zunächst ebenfalls Isaak favorisiert hatte, entschied den Machtkampf zu Gunsten Manuels. Isaak wurde vorübergehend im Pantokrator-Kloster festgesetzt, bis Manuel zum Kaiser gekrönt war. 
In der Folgezeit blieb er seinem jüngeren Bruder gegenüber zumindest nach außen hin loyal und behielt auch die Sebastokrator-Würde. Bei einer Zusammenkunft der Komnenen-Familie 1146 in 
Metabole in Bithynien geriet Isaak in Streit mit seinem Cousin Andronikos, den er dabei beinahe mit einem Schwertstreich enthauptet hätte. Im selben Jahr kämpfte er mit Manuel gemeinsam in Kleinasien gegen die Rum-Seldschuken. 
Letztmals wird Isaak im Jahr 1153 erwähnt, als eine Gesandtschaft Friedrich Barbarossas um die Hand seiner Tochter Maria anhielt.

## Familie
Mit seiner ersten Frau Theodora Kamaterina († 1144) hatte Isaak zwei früh verstorbene Söhne, Alexios und Johannes, sowie drei Töchter:
- Irene (?), Mutter des Gegenkaisers Isaak Komnenos auf Zypern
- Anna (?), Ehefrau des Konstantinos Makrodukas
- Maria, seit 1156 Ehefrau des ungarischen Königs Stephan IV.

Mit seiner zweiten Frau Irene Diplosynadene, die er 1146 heiratete, hatte Isaak zwei Töchter:
- Theodora Kalusine, seit 1158 Ehefrau des Königs Balduin III. von Jerusalem, später  Geliebte von Andronikos Komnenos
- Eudokia